# Ali la Pointe

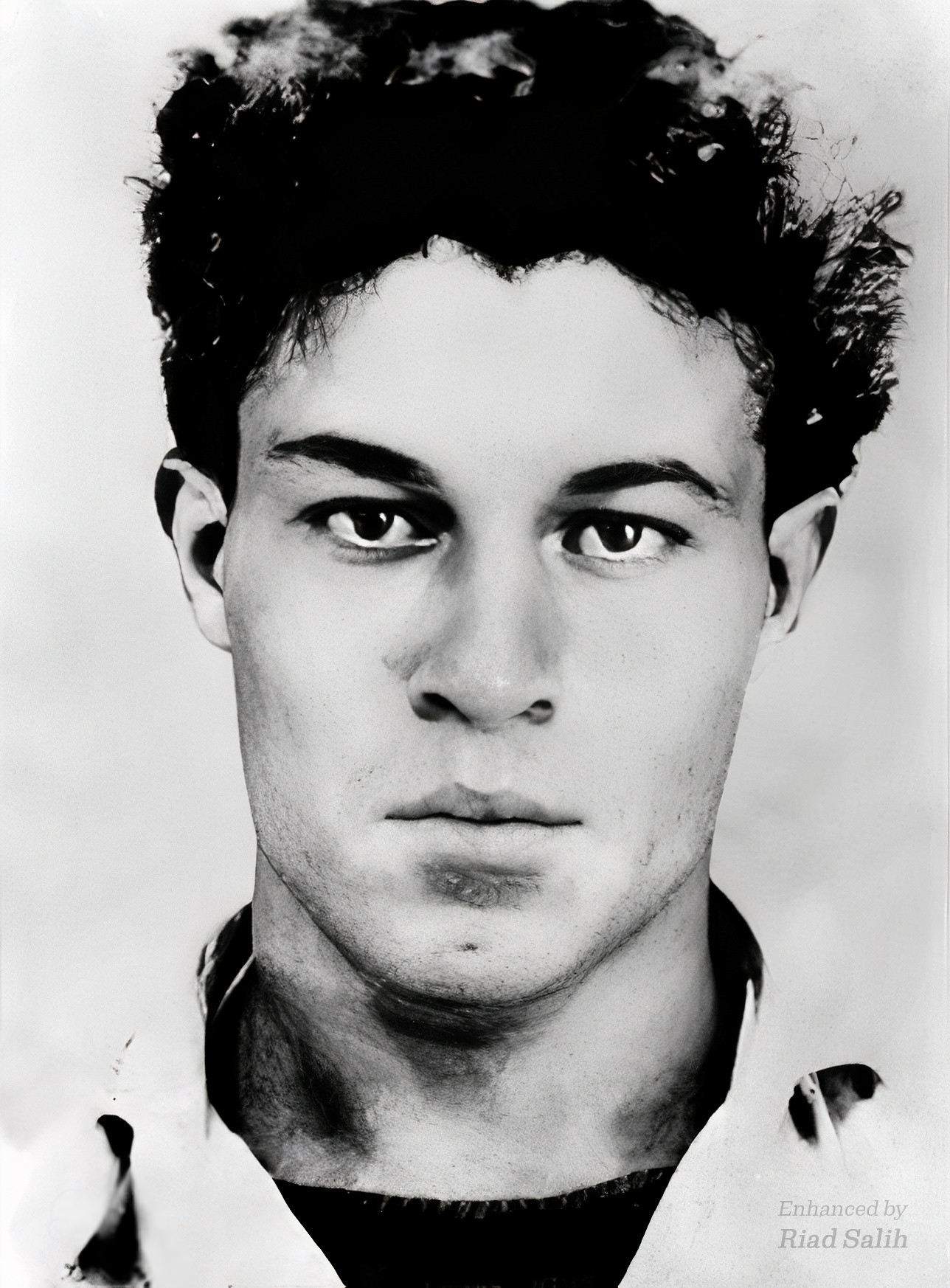
Ali la Pointe vor 1957

Ali Ammar (arabisch علي عمار, DMG ʿAlī ʿAmmār; * 14. Mai 1930 in Miliana, Algerien; † 8. Oktober 1957 in Algier), besser bekannt unter seinem Spitznamen Ali la Pointe, war ein algerischer Guerillakämpfer der Front de Libération Nationale (FLN), der während der Schlacht von Algier für die Unabhängigkeit Algeriens gegen das französische Kolonialregime kämpfte.

## Leben
Ali Ammar wurde am 14. Mai 1930 in Miliana, Algerien, als Sohn einer armen Familie geboren. Er führte ein Leben in der Kleinkriminalität und verbüßte eine zweijährige Haftstrafe, als 1954 der Algerienkrieg ausbrach. Er wurde im berüchtigten Gefängnis von Barberousse von FLN-Kämpfern rekrutiert und wurde zu einem der zuverlässigsten und loyalsten Anführer der FLN in Algier. Am 28. Dezember 1956 wurde er verdächtigt, den Bürgermeister von Boufarik, Amédée Froger, ermordet zu haben.
Ali la Pointe war 1957 von der FLN beauftragt, in Algier Terroranschläge zu organisieren. Im Juni führte la Pointe Gruppen an, die Sprengsätze in Straßenlaternen in der Nähe von Haltestellen öffentlicher Verkehrsmittel anbrachten und einen Bombenanschlag auf einen Tanzclub verübten, bei dem 17 Menschen getötet wurden.
Im Sommer 1957 versuchten französische Fallschirmjäger unter der Führung von Colonel Yves Godard, systematisch die FLN-Führung in Algier zu liquidieren. Zu Godards Methoden der Terrorismusbekämpfung gehörten Verhöre mit Folter. Der oberste FLN-Kommandeur Yacef Saâdi befahl daraufhin seinen Leuten, sich an verschiedenen Adressen in der Kasbah zu verstecken. Nach der Festnahme von Saâdi konnten sich la Pointe und drei Mitstreiter, Hassiba Ben Bouali, Mahmoud „Hamid“ Bouhamidi und „Petit Omar“, bis zum 8. Oktober verstecken. Ali La Pointe wurde aufgrund eines Hinweises eines Informanten von den „Paras“ aufgespürt. Nach – zweifelhaften – Angaben des französischen Generals Paul Aussaresses verriet Saâdi den französischen Truppen den Standort von Ali la Pointe. Dieser lehnte es ab, sich zu ergeben. Das Haus, in dem er sich versteckt hatte, wurde schließlich von den französischen Fallschirmjägern gesprengt. Insgesamt wurden 20 Algerier, darunter Ali, bei der Explosion getötet.